# Фаррар, Дэвид
Дэвид Фаррар (21 августа 1908 — 31 августа 1995) английский актёр театра и кино, родился в Форест Гейте (восточный Лондон).
Начал карьеру в 1937 году. Сыграл примерно в 49 фильмах (в основном в английских), также играл во многих американских фильмах, например, в ленте «Соломон и царица Савская». В Англии наиболее известен по ролям в фильмах «Чёрный нарцисс» (1947), The Small Back Room (1949), и Gone to Earth (1950). Российскому кинозрителю известен по роли царя Ксеркса в фильме Триста спартанцев (1962).
В 1962 году оставил карьеру. После кончины жены, Ирен Эллиот (1929—1976), он переехал в Южную Африку к своей дочери, где и скончался в 1995 году, спустя 10 дней после своего 87-летия. Его тело было кремировано а прах рассеян над Индийским океаном.

## Избранная фильмография
- Return of a Stranger (1937)— доктор Янг
- Danny Boy (1941)— Мартин
- Went the Day Well? (1942)— лейтенант Юнг/лейтенант Максвелл
- The Night Invader (1943)— Дик Марлоу
- The Hundred Pound Window (1944)— Джордж Грэхем
- For Those in Peril (1944)— Мюррей
- The World Owes Me a Living (1945)— Пол Коллиес
- Meet Sexton Blake (1945)— Секстон Блейк
- The Echo Murders (1945)— Секстон Блейк
- Чёрный нарцисс — Black Narcissus (1947)— мистер Дин
- Frieda (1947)— Роберт
- Mr. Perrin and Mr. Traill (1948)— Дэвид Трейл
- Diamond City (1949)— Стаффорд Паркер
- The Small Back Room (1949) — Сэмми Райс
- Gone to Earth (1950)— Джон «Джэк» Реддин
- Покойная Эдвина Блэк — The Late Edwina Black (1951)— Грегори Блэк
- The Black Shield of Falworth (1954) — граф Альбан
- Lost (1956) — инспектор-детектив Крейг
- Соломон и царица Савская (1959) — фараон Сиамон
- Beat Girl (1959) — Пол Линден
- Джон Пол Джонс — John Paul Jones (1959) — Джон Уилкс
- Триста спартанцев (1962) — царь Ксеркс